# Beli Vir
Beli Vir (Bulgaars: Бели вир) is een dorp in Bulgarije. Zij is gelegen in de gemeente Tsjernootsjene, oblast Kardzjali. Het dorp ligt 11 km ten noorde van Kardzjali en 195 km ten zuidoosten van de hoofdstad Sofia.

## Bevolking
In de eerste volkstelling van 1934 telde het dorp Beli Vir 514 inwoners. Op 31 december 2019 telde het dorp 335 inwoners, een daling vergeleken met het hoogtepunt van 881 inwoners in 1965. De inwoners zijn nagenoeg uitsluitend Bulgaarse Turken (380 personen, oftewel 99,5% van de respondenten in 2011).
Van de 382 inwoners die in februari 2011 werden geregistreerd, waren er 38 jonger dan 15 jaar oud (10%), zo'n 254 inwoners waren tussen de 15-64 jaar oud, terwijl er 90 inwoners van 65 jaar of ouder werden geteld (24%).

## Trivia
Een van de oudste moskeeën in Bulgarije bevindt zich in Beli Vir. Het werd gebouwd in 1677 en gereconstrueerd in 2008.